# Mykołajiwka (hromada Rubaniwka)
Mykołajiwka (ukr. Миколаївка) – wieś na Ukrainie, w obwodzie chersońskim, w rejonie kachowskim, w hromadzie Rubaniwka. W 2001 liczyła 757 mieszkańców.